# Magno di Carre
Magno di Carre (fl. IV secolo) è stato uno storico romano di età tardo-imperiale.
Fu autore di un'opera in lingua greca sulla campagna sasanide di Giuliano, a cui aveva partecipato. Ne è rimasto un unico grande frammento, raccolto da Giovanni Malalas, che ha dato luogo a varie interpretazioni circa i rapporti di Magno con altri storici coevi, come Ammiano Marcellino e Zosimo.